# Lotyšská národní knihovna
Lotyšská národní knihovna (lotyšsky Latvijas Nacionālā bibliotēka, zkratka LNB) je národní knihovna podle zákona a největší knihovna v Lotyšsku vůbec. Sídlí v hlavním městě Rize, v nové budově zvané Zámek světla od srpna 2014. Instituce byla založena 29. srpna 1919.
Národní knihovna je veřejná instituce lotyšského ministerstva kultury. Hraje důležitou roli v rozvoji informační společnosti v Lotyšsku, poskytování přístupu k internetu, podpoře výzkumu a dalšího vzdělávání.
V květnu 2015 byla Lotyšská národní knihovna dějištěm čtvrtého summitu projektu Východní partnerství.

## Historie
Lotyšská lidová rada vyhlásila dne 18. listopadu roku 1918 Lotyšskou republiku jako nezávislý stát. Dne 22. prosince téhož roku Lenin podepsal dekret Rady lidových komisařů uznávající nezávislost republiky. Dne 3. dubna 1919 založila sovětská vláda Lotyšskou ústřední knihovnu v domě na rohu ulic Kaļķu a Vaļņu. Po odchodu bolševiků byla budova navrácena původním majitelům a knihovna byla přesunuta do bývalé rezidence viceguvernéra Livonska (ulice Jauniela 26). V roce 1920 sídlila v budově naproti Rižskému zámku (náměstí Pils č. p. 2). Následně Národní knihovna v průběhu let vystřídala mnoho budov.

### Historické názvy

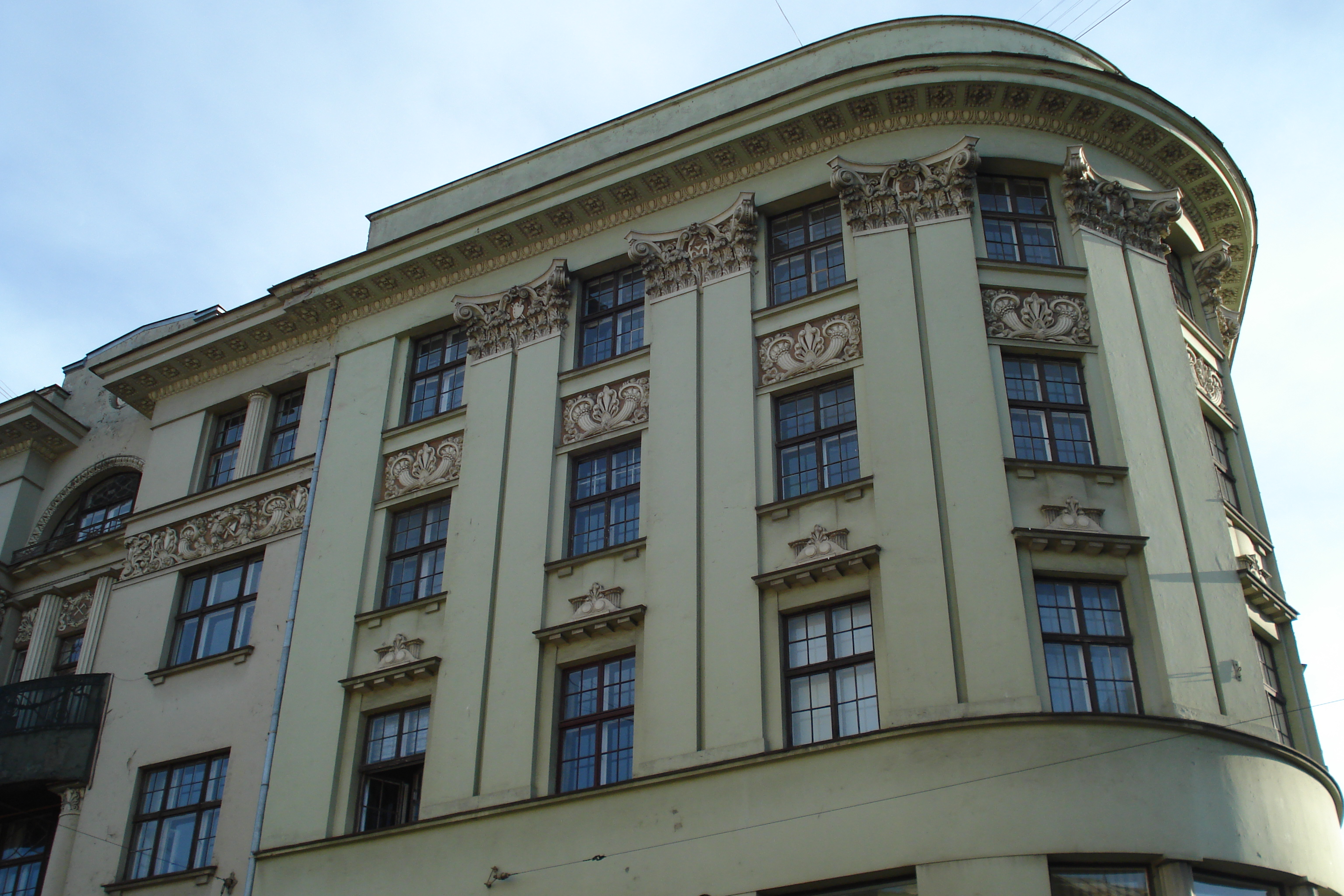
Budova knihovny do roku 2013

Během německé okupace Rigy v letech 1941–1944 byla Státní knihovna přejmenována na Zemskou knihovnu (lotyšsky Zemes bibliotēka). Po obsazení Lotyšska Sovětským svazem v roce 1944 se její název změnil na Státní knihovna Lotyšské sovětské socialistické republiky (lotyšsky Latvijas PSR Valsts bibliotēka). Od roku 1966 nesla, tak jak bylo v té době Sovětském svazu obvyklé, čestný název Viļa Lāča Latvijas PSR Valsts bibliotēka, podle spisovatele a lotyšského politika Vilise Lācise.

### Ředitelé knihovny
Prvním ředitelem knihovny byl knihovník a bibliograf Jānis Misiņš (1862–1945), jehož velká sbírka knih tvořila základ fondu knihovny. V úřadu byl jen jeden rok. Později knihovnu vedla další řada mužů a jedna žena — Aina Deglava (1909–1992), jenž byla ředitelkou knihovny 23 let.
Současným, desátým, ředitelem je Andris Vilks (1957). V knihovně pracuje už od roku 1978 a jejím ředitelem se stal v roce 1989. Mezi jeho projekty patří zejména nová budova a vytvoření digitální knihovny. Rovněž působí na Fakultě sociálních věd Lotyšské univerzity.

## Fond knihovny
V průběhu roku 1920 se počet výtisků ve fondu knihovny zvýšil až na 250 000 výtisků. V roce 1920 knihovna získala také právo povinného výtisku pro celé Lotyšsko. Velké přírůstky získala knihovna v letech 1939 a 1940, kdy v souvislosti s přesídlením Baltských Němců z pobaltských zemí převzala mnohé z jejich knihoven, včetně velké části knihovny „Společnosti pro historii pobaltských provincií v Rusku“ (německy „Gesellschaft für Geschichte und Altertumskunde der Ostseeprovinzen Rußlands in Riga“), která vznikla v Rize v roce 1834. Počet položek knihovny vzrostl v roce 1940 až na 1,7 milionu svazků. V důsledku toho musel být fond rozdělen a umístěn ve dvou budovách ve Staré Rize na ulicích Jēkaba iela 6/8 a Anglikāņu iela 5. V současnosti fond tvoří až 5 mil. výtisků.
Od roku 1946 byla – ze sovětského pohledu – "nebezpečná literatura" z fondu vyřazena; až do roku 1988 bylo možno tuto zakázanou literaturu získat jen na zvláštní povolení. V roce 1956 byla knihovna soustředěna do nově postavené budovy na ulici Krišjānise Baronse (Krišjāņa Barona iela).
V roce 1924 Lotyšsko přistoupilo k Bruselské konvenci, předcházející mezinárodní výměně tiskovin – oficiálních dokumentů, vědeckých a literárních publikací. Od roku 1950 začala knihovna publikovat „Kroniku časopisů a novinových článků“. V roce 1968 uspořádala knihovna první seminář pro baltské knihovny – lotyšskou, litevskou a estonskou (LiLaEst).

## Zámek světla
Nová budova lotyšské národní knihovny byla postavena mezi lety 2008–2014 na levém břehu řeky Daugavy, naproti historickému centru, v hlavním městě Rize. Je též známá jako Zámek světla (lotyšsky Gaismas Pils). Autorem návrhu je americký architekt Gunnar Birkerts, jenž má lotyšský původ a pro realizaci nové budovy byl vybrán již v roce 1989.

## Současnost

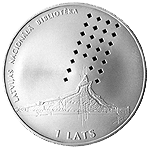
Pamětní mince knihovny v hodnotě 1 LAT, z roku 1992

V roce 1992 byl přijat zákon o lotyšské národní knihovně, jenž z knihovny udělal část národního bohatství. V témže roce vydala Národní banka Lotyšska pamětní minci v hodnotě jednoho lotyšského latu, kde je zobrazena nová budova knihovny. V roce 2006 byla založena národní digitální knihovna, její významnou kolekcí je Lettonica and Baltic Collection sesbíraná Otto Bongsem (1918–2006). O rok později (2007) byla knihovna zařazena na seznam vědeckovýzkumných ústavů Lotyšska.
Národní knihovna Lotyšska je členem mezinárodních knihovnických organizací: IFLA, CENL, CDNL, CERL, EBLIDA, ELAG, LIBER, IAML, IBBY, Bibliotheca Baltica a dalších mezinárodních organizací jako je UNESCO, ISO, IASA, ICON, IGELU. Používá mezinárodní standardy a normy jako jsou ISBN, ISSN a ISMN.
Národní knihovna nabízí prohlídky s průvodcem, během níž se návštěvníci seznámí s budovou, prací knihovny a nabízenými službami.